# Années 960
Les années 960 couvrent la période de 960 à 969.

## Événements

La Chine des Song du Nord

- 960-979 : unification de la Chine par la dynastie Song ; conquêtes des royaumes Jing (963), Shu (965), Han du Sud (971), Tang du Sud (975), Wuyue (978)  et Han du Nord (979)[1]. Fin de la période des cinq dynasties et des dix royaumes. Éclatement des régimes autoritaires précédents. Les lettrés (wen-jen) prennent de l’importance à la cour où les conservateurs (Sima Guang) s’affrontent avec les réformateurs (Wang Anshi)[2]. Essor du commerce[3] : les marchands ne sont plus soumis aux règlements des marchés fermés des Han et des Tang.
- 960-963 : voyage en Occident du juif catalan originaire de Tortosa Ibrahim ibn Ya'qub. Il visite Dax, Bordeaux, Saintes, Tours, Noirmoutier, Saint-Malo puis Rouen, d’où il embarque vraisemblablement vers Utrecht puis descend le Rhin jusqu’à Mayence et Fulda. Il parcourt la Westphalie par Soest, Paderborn puis prend la direction de la Baltique qu’il atteint à Hedeby. Il se rend en territoire slave et mentionne le château de Schwerin, forteresse des Obodrites. Il rencontre le roi de Francie orientale Otton Ier à Magdebourg, sur l’Elbe et mentionne les principaux princes slaves en relation avec Otton (Nakon, chef de la confédération des Obodrites, Mieszko de Pologne et Boleslav de Bohême), les Prussiens baltes, la ville des femmes (une île des Amazones sur la Baltique), une ambassade bulgare à Magdebourg. Il remonte l’Elbe puis la Saale par Calbe, Nienburg, Halle, Wurzen, Most jusqu’à Prague en Bohême qu’il décrit comme un marché actif fréquenté par des marchands hongrois, juifs et scandinaves. Il entre en Italie par le Frioul (Gemona, Aquilée) puis visite Vérone, Garde, Pavie, séjourne à Rome en février 962 où il rencontre à nouveau Otton. Il aurait embarqué à Trapani pour regagner Al-Andalus[4].
- Vers 960-992 : règne de Mieszko Ier, duc de Pologne, grand-duc de Pologne en 963, il adhère au catholicisme en 966[5] ; la Pologne entre dans l’Histoire. Considéré comme le fondateur de la dynastie des Piast, il descend des princes Polane de Gniezno qui avaient déjà uni de vastes territoires (Grande-Pologne, Cujavie, Mazovie). Il entretient des relations avec le duc de la marche de Misnie (Saxe) et semble avoir prêté serment à l’empereur en 964[6]. Il entreprend, peut-être avec l’appui d’Otton Ier, une longue guerre contre les Vélètes, slaves de Poméranie. Il annexe la Silésie (990) et la petite Pologne (992). Il se retrouve à la tête d’un vaste État dont la cohésion ethnique favorise la naissance d’un sentiment national[7].
- Vers 960-980 : les bénédictins Dunstan de Cantorbéry et Æthelwold de Winchester réforment la vie monastique en Angleterre avec l'appui du roi Edgar d'Angleterre[8]. Dunstan refonde l'abbaye de Westminster, auprès d'un sanctuaire fondé selon la légende en 616[9].
- 961-962 : le cappadocien Nicéphore Phocas reprend la Crète (961) aux Sarrasins qu’il poursuit jusqu’en Cilicie et en Syrie (sac d'Alep en 962)[10].
- 961-976 : apogée du califat de Cordoue pendant le règne d’al-Hakam II[11]. Cordoue compte à cette époque entre 250 000 et 500 000 habitants[12],[13]. Elle est avec Bagdad et Constantinople une des trois plus grande ville du monde.
- 962 :
  - fondation à Ghazna de la dynastie des Ghaznévides[14].
  - constitution du futur Saint-Empire romain germanique. Début de la renaissance ottonienne[15].

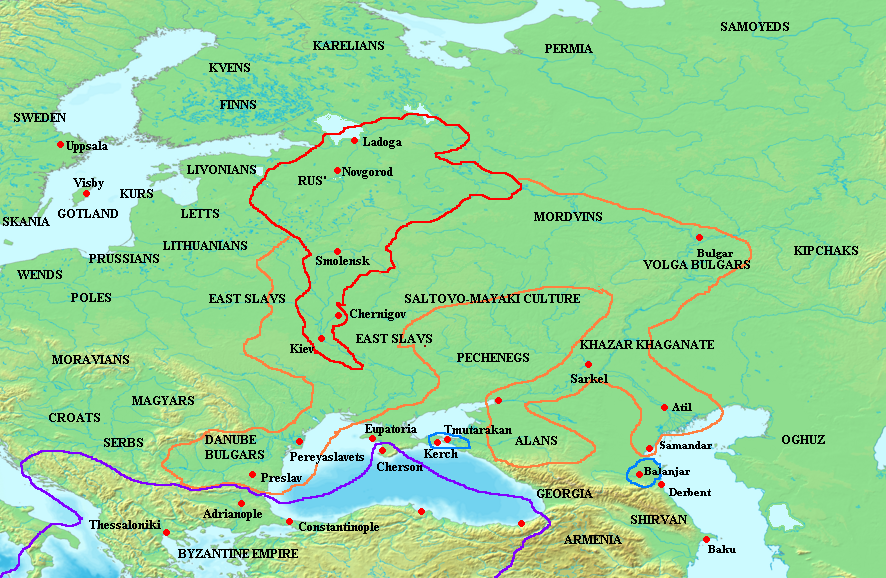
La Rus' de Kiev pendant le règne de Sviatoslav Ier. En rouge le territoire russe à son avènement vers 962 ; en orange ses conquêtes de 962 à 972 ; en violet le territoire byzantin ; en bleu les sites probables des États successeurs des Khazars.

- 963-965 : campagnes de Sviatoslav de Kiev contre les Khazars. Il leur prend Sarkel (965), le Kouban et les contreforts du Caucase. Il étend son pouvoir sur la principauté de Tmoutarakan et soumet les Viatitches, derniers slaves tributaires des Khazars[16].
- 963-969 : règne de Nicéphore II Phocas, empereur byzantin. Il entreprend la conquête de la Cilicie et de Chypre (964-965) puis de la Syrie du Nord où il vassalise les Hamdanides d'Alep (968-969)[10]. Il sécurise la Méditerranée orientale face à la piraterie musulmane.
- 963 :
  - conquête de la Lusace par le margrave germanique Gero[17] (v.900-965) ; il forme un état important entre l’Elbe et l’Oder (à l’origine de l’État de Brandebourg) et fait entrer la Lusace et la Misnie dans le saint Empire.
  - les bénédictins fondent le centre missionnaire de Magdebourg[7]. Adalbert, premier archevêque de Magdebourg (968-981), a pour mission d'organiser des missions évangéliques chez les Slaves au-delà de l'Elbe].
- 968-970 : Otton Ier mène quatre expéditions militaires infructueuses contre l'Italie byzantine. Il assiège vainement Bari en Longobardie (968) puis Bovino (968) avec l'aide de Pandolf Tête de Fer[18].
- 969 : les Fatimides conquièrent l'Égypte[19].

## Personnages significatifs
- Abbon de Fleury
- Adalbert de Magdebourg
- Al-Hakam II
- Basile II
- Bérenger II
- Boleslav II de Bohême
- Boris II de Bulgarie

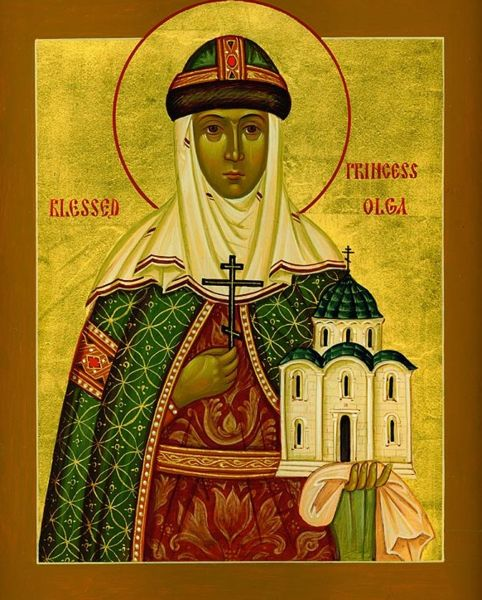
Olga Prekrasa

- Constantin VIII (empereur byzantin)
- Dubh Ier d'Écosse
- Edgar d'Angleterre
- Guillaume IV d'Aquitaine
- Harald II de Norvège
- Hugues Capet
- Jean Ier Tzimiskès
- Mieszko Ier de Pologne
- Nicéphore II Phocas
- Olga Prekrasa
- Otton Ier du Saint-Empire
- Sigefroid de Luxembourg
- Sviatoslav Ier
- Thibaud Ier de Blois